# آرتاوازد یکم، پادشاه آتورپاتکان
آرتاوازد یکم آتورپاتکان (قبل یا حدود ۵۹ پیش از میلاد - حدود ۲۰ پیش از میلاد) شاهزاده‌ای بود که به عنوان پادشاه آتورپاتکان ماد خدمت می‌کرد. آرتاوازد یکم دشمن آرتاوازد دوم ارمنستان و پسرش آرتاشس دوم بود. او هم عصر با کلئوپاترا هفتم ملکه یونانی بطلمیوسی و مارک آنتونی تریومویر رومی بود.